# Griff Rhys Jones

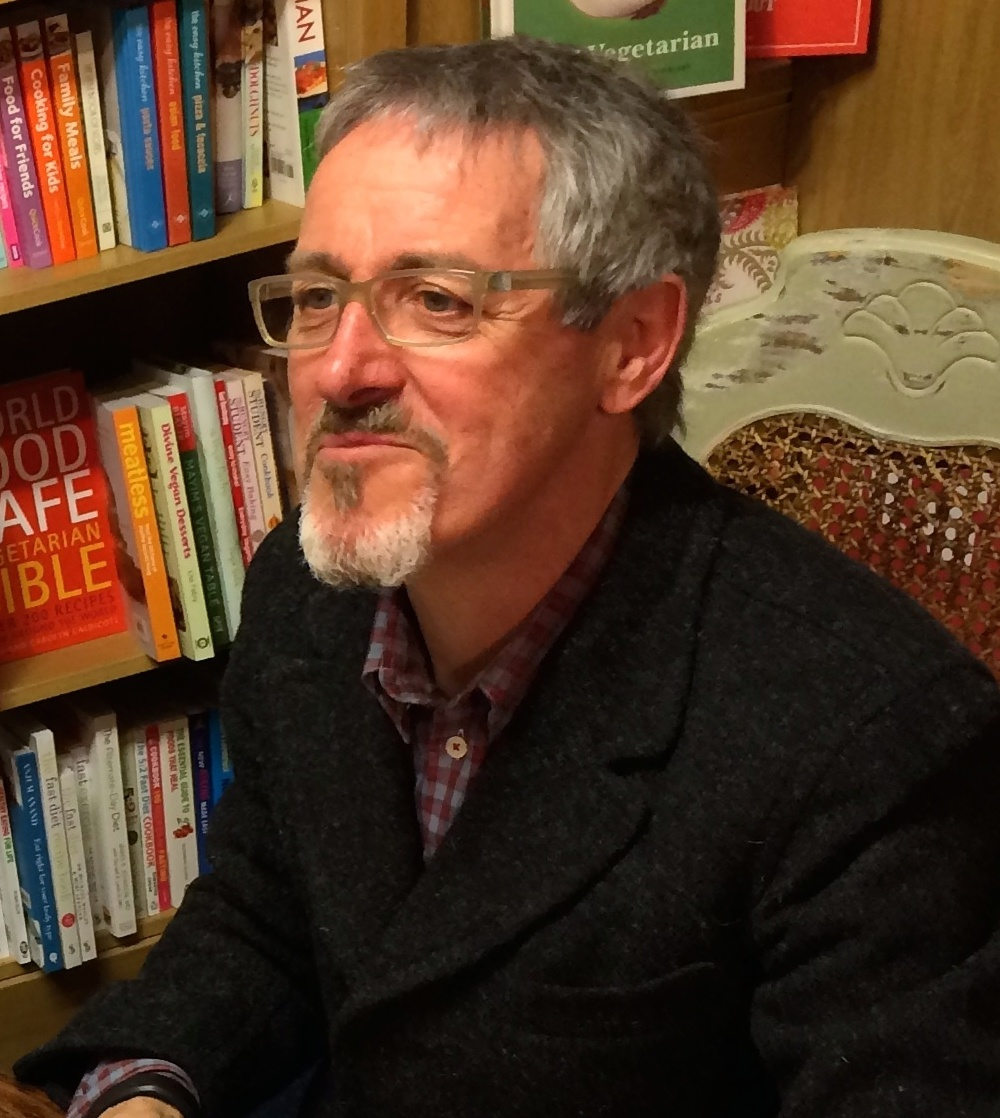
Griff Rhys Jones

Griffith "Griff" Rhys Jones (Cardiff, 16 november 1953) is een Welsh komiek, schrijver, acteur, televisiepresentator en -personaliteit.
Hij werd bekend begin jaren 80 door zijn werk voor de BBC in de comedyshows Not the Nine O'Clock News en Alas Smith and Jones, samen met Mel Smith. Met Mel Smith stichtte hij in 1981 de productiemaatschappij "Talkback Productions".
Griff Rhys Jones bouwde een carrière uit als auteur, acteur en presentator.
Daarnaast is hij de voorzitter van The Victorian Society, die tot doel heeft Victoriaanse en Edwardiaanse architectuur te behouden.
- Bibsys: 98015185
- Bibliothèque nationale de France: cb141647032 (data)
- Gemeinsame Normdatei: 132587343
- International Standard Name Identifier: 0000 0001 2026 6795
- Library of Congress Control Number: n90640070
- MusicBrainz: 5dbd346a-cb58-416c-ac21-e3818d82ff53
- Nationale Bibliotheek van Tsjechië: xx0038018
- Nationale Bibliotheek van Israël: 987007415261105171
- Nederlandse Thesaurus van Auteursnamen: 07250496X
- Système universitaire de documentation: 158554361
- Trove: 1156772
- Virtual International Authority File: 59293347
- WorldCat: E39PBJvCPwTmKjyQFD9pRMp9Dq